# 布勢内親王
布勢内親王（ふせないしんのう）は、桓武天皇第5皇女。母は中臣丸豊子（正六位上・中臣丸大魚の娘）。桓武天皇の治世下の伊勢斎宮。「布勢」は「布施」とも表記する。

## 生涯
異母姉朝原内親王の斎宮退下をうけて、延暦16年（797年）4月18日に卜定。同年8月21日、葛野川で御禊ののち野宮に移る（野宮の記録はこれが初出）。延暦18年（799年）9月3日、伊勢へ群行。大同元年（806年）3月17日、父桓武天皇の崩御により在任10年で退下。弘仁3年（812年）8月6日、無品のまま薨去し、四品を追贈された。『日本後紀』の薨伝によれば「資性婉順、貞操殊励」であったという。
薨後の同年11月27日、内親王遺領の墾田772町が東西二寺に施入された。また翌弘仁4年（813年）9月30日、遺命により内親王家から直銭1,0000貫が諸寺修理料とされた（『日本後紀』『類聚国史』）。